# 赛琳达·斯旺
赛琳达·斯旺（英語：Serinda Swan，1984年7月11日—）是一位加拿大女演员。她在电视剧《脱狱之王》前两季中饰演艾瑞卡·瑞德。斯旺亦在USA电视台的电视剧《恩赐之地》中饰演缉毒署探员佩吉·阿瑞金，同时在CW电视剧《未来青年》中饰演卡珊卓拉·斯迈思，也在美國廣播公司的電視劇改編自漫威漫畫的電視劇《異人族》扮演異人族女王梅杜莎。

## 早年生活
赛琳达·斯旺出生于加拿大英属哥伦比亚西温哥华。她的父亲，斯科特·斯旺，是加拿大的戏剧导演和演员，在北岸拥有演艺工作室。